# Lengkongbarang
Lengkongbarang is een bestuurslaag in het regentschap Tasikmalaya van de provincie West-Java, Indonesië. Lengkongbarang telt 4346 inwoners (volkstelling 2010).